# Al Amal
Al Amal (arab. ‏الأمل‎, ang. Hope) – emiracka sonda kosmiczna przeznaczona do badań Marsa, sztuczny satelita tej planety. Jest to pierwsza misja międzyplanetarna Zjednoczonych Emiratów Arabskich.

## Budowa sondy
Sonda Al Amal to pierwsze urządzenie wysyłane w kierunku Marsa przez Zjednoczone Emiraty Arabskie. Jej nazwa oznacza „Nadzieja”. Misja tej sondy ma przyczynić się do rozwoju nauki i sektora kosmicznego w Emiratach i innych krajach arabskich, a także zainspirować młode pokolenie.
Sonda została zbudowana przez dubajskie Centrum Kosmiczne im. Muhammada ibn Raszida we współpracy z amerykańskimi uczelniami: Uniwersytetem Kolorado w Boulder, Uniwersytetem Kalifornijskim w Berkeley i Uniwersytetem Stanu Arizona.
Sonda ma masę 550 kg, 1350 kg razem z paliwem. Ma kształt prostopadłościanu (wymiary 2,9×2,4×2,4 m), z panelami słonecznymi o rozpiętości 7,9 m. Zapewniają one moc 600 W na orbicie Marsa. Jest wyposażona w antenę wysokiego zysku o średnicy 1,85 m do komunikacji z Ziemią w paśmie X. Napęd zapewnia sześć silników na hydrazynę, oprócz tego sonda ma osiem silników systemu sterowania reakcyjnego i zestaw kół reakcyjnych.
Statek został wyposażony w trzy instrumenty naukowe: multispektralną kamerę EXI (Emirates Exploration Imager) działającą w świetle widzialnym i ultrafiolecie, spektrometr dalekiego ultrafioletu EMUS oraz spektrometr skaningowy EMIRS (Emirates Mars Infrared Spectrometer) działający w podczerwieni.

## Cele misji
Głównym zadaniem sondy Al Amal będzie badanie marsjańskiej atmosfery i stworzenie jej kompletnego obrazu poprzez obserwacje dziennych i sezonowych zmian. Szczegółowymi celami są: zrozumienie dynamiki klimatu i pogody w skali globalnej poprzez badania dolnej atmosfery, zbadanie powiązań między dolną i górną atmosferą – jak, pogoda wpływa na ucieczkę wodoru i tlenu z atmosfery i badania zmienności zawartości tych gazów w górnych warstwach atmosfery. Szefową programu naukowego jest Sara al-Amiri, minister ds. zaawansowanych technologii i przewodnicząca Agencji Kosmicznej Zjednoczonych Emiratów Arabskich.

## Przebieg misji
Sonda została wystrzelona z Centrum Lotów Kosmicznych Tanegashima na południu Japonii 19 lipca 2020 o 23:58 CEST, za pomocą rakiety Mitsubishi H-IIA. W tym samym oknie startowym w lipcu 2020 w stronę Marsa została wysłana chińska misja Tianwen-1 i amerykańska Mars 2020.
9 lutego 2021 sonda dotarła do Czerwonej Planety. O 16:43 czasu polskiego sonda odpaliła zestaw 6 silników, które działały przez 27 minut. Zużyte zostało około 400 kg hydrazyny. Sonda zmniejszyła prędkość i weszła na wstępną, eliptyczną orbitę wokół Marsa.

## Galeria

Animacja orbity sondy wokół Marsa
Animacja trajektorii sondy wokół Słońca